# Еліот Голденталь
Еліот Голденталь (нар. 2 травня 1954) — кінокомпозитор. Має громадянство США.
Відомий широкому глядачеві за багатьма касовими фільмами, зокрема режисерів Джела Шумахера та Майкла Манна.

## Біографія
Еліот Голденталь вже в 14-річному віці написав свій перший балет. Досягши сімнадцяти років, поступає у школу мистецтв.